# Челобитьево (станция метро)
«Челоби́тьево» — непостроенная станция  Московского метрополитена на Калужско-Рижской линии, которая должна была располагаться на участке «Медведково» — «Челобитьево» в Московской области. Строительство планировалось в деревне Челобитьево (Мытищи). Хотя московские власти регулярно оповещали население о скором строительстве станции, на 2025 год её проектирование по-прежнему заморожено. При этом к 2018 году на проектирование участка от «Медведково» до «Челобитьево» уже потратили 71,7 млн рублей из запланированных 299,5 млн.

## История
Планы по продлению Калужско-Рижской линии за МКАД были впервые озвучены в 1965 году во втором варианте Принципиальной схемы перспективного развития метрополитена и электрифицированных железных дорог. Участок предполагалось построить после 1980 года. Генплан 1971 года содержит информацию о перспективном участке строительства с двумя станциями в Мытищах, однако ни одна из них не соответствует нынешнему проектному расположению «Челобитьево».
В 1985 году было предложено построить станцию «Челобитьево» вместе с новым электродепо для Калужско-Рижской линии, которое должно было быть расположено рядом со станцией. В 1993 году станция ненадолго появилась как строящаяся на схемах метро в вагонах поездов. После этого планы несколько раз менялись, в основном выражаясь в наличии или отсутствии следующей после «Челобитьево» станции «Мытищи».
План 2011 года предполагал строительство станции «Челобитьево» вместе с депо в период до 2020 года, однако уже в феврале 2012 года чиновники заявили, что работы на участке развернутся до конца года, а задел по участку якобы был создан ещё при строительстве линии до «Медведково». План подразумевал строительство новой станции московского метро в черте города Мытищи, а депо — около деревни Челобитьево. Строительство планировалось завершить к 2015 году. При этом для властей Москвы стройка не была приоритетной, так как с её появлением могла значительно увеличиться нагрузка на линию, идущую от «Медведково».
В 2014 году мэрия Москвы заявила, что в бюджете не хватает средств на строительство станций метро «Мытищи» и «Челобитьево». Поэтому решение было снова отложено на три года. В ответ инвестиционная группа «Регионы» заявила, что готова вложить 3 млрд рублей в строительство станции метро «Мытищи», где девелопер владеет торговым центром «Июнь». Компания обратилась в мэрию Москвы с просьбой отказаться от открытия «Челобитьево», которое планировала финансировать IKEA. По мнению представителей дочерней компании инвестгруппы «Регион-девелопмент», «в этом месте, где проживают всего 500 человек, метро в принципе не нужно», в то время как в районе «Мытищи» живёт более 50 тысяч жителей. В 2015 году между улицей Благовещенская и ТЭЦ-2 была развёрнута стройплощадка 7. Однако вскоре со строительством Большой кольцевой линии стройплощадка была законсервирована, а техника — вывезена.
В 2016 году были новые попытки приступить к строительству, однако в итоге стройку снова заморозили на неопределённый срок. В то время рассматривалась возможность строительства двух линий метро на территории города Мытищи. По словам заместителя мэра Москвы по вопросам градостроительной политики Андрея Бочкарёва, одной из главных проблем при строительстве в Мытищах стал подбор земельных участков. В итоге строительство было вновь перенесено до 2019 года.
В начале 2019 года заместитель мэра Москвы по вопросам градостроительной политики и строительства Марат Хуснуллин заявил, что строительство столичной станции «Челобитьево» начнётся после 2023 года. Однако уже спустя несколько месяцев чиновники заявили, что продление в Московскую область ухудшит транспортную ситуацию, а развивать провозную способность метрополитена на этих направлениях «нет возможности». Вместо продления метро было принято решение сконцентрироваться на развитии железнодорожного пригородного сообщения. При этом к 2018 году на проект по проектированию участка «Медведково» до «Челобитьево» уже потратили 71,7 млн рублей из запланированных 299,5 млн.
Однако вскоре разговоры о строительстве метро снова возобновились. В 2023 году жители Мытищ создали Telegram-канал «Мытищи за метро», где они запустили сбор подписей за строительство метро. Обращения планировалось передать на имя президента РФ Владимира Путина. Впоследствии жители района собрали 7541 подписи и подписали обращение к Путину с просьбой о строительстве метро.
Однако принятая в конце 2023 года программа развития Московского метрополитена не предусматривает строительство станции метро на территории города Мытищи. По состоянию на 2024-й год проектирование станции заморожено.